# Satyrus meknesensis
Satyrus meknesensis är en fjärilsart som beskrevs av Embrik Strand 1925/27. Satyrus meknesensis ingår i släktet Satyrus och familjen praktfjärilar. Inga underarter finns listade.